# Socks

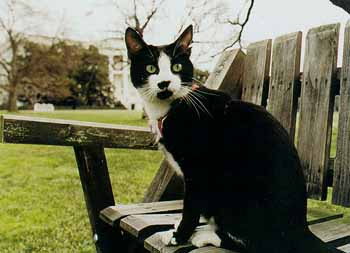
Socks in 2004

Socks (circa maart 1989 – 20 februari 2009) was de huiskat van de familie Clinton gedurende het presidentschap van Bill Clinton.
Socks was een kortharige zwart-witte huiskat zonder stamboom en had een broer genaamd Midnight. Beide werden als kittens gevonden door de toenmalige pianoleraar van de dochter van Clinton, Chelsea Clinton, in zijn achtertuin. De moeder was spoorloos en de kittens werden opgevangen. Een ervan ging naar zijn leerling Chelsea.
Toen Bill Clinton President van de Verenigde Staten werd, verhuisde Socks van het Huis van de Gouverneur van Arkansas naar het Witte Huis in Washington. Twee jaar later lieten de Clintons Socks ontklauwen om het antieke meubilair van verdere schade te vrijwaren.
In 1997 verloor Socks zijn status als "First Pet" toen de Clintons de hond Buddy kregen. Fans van Socks klaagden dat Socks weggestemd was ten faveure van de traditionelere hond. Socks kon niet overweg met Buddy, en Bill Clinton merkte op dat zijn bemiddelingspogingen tussen  Israëliërs en Palestijnen meer vruchten afwierpen dan tussen Socks en Buddy. Socks kreeg na afloop van Clintons tweede ambtstermijn een nieuw huis bij diens voormalig persoonlijk secretaresse.
Tijdens de regering van Clinton werden kinderen die de website van het Witte Huis bezochten rondgeleid door een geanimeerde versie van Socks. 
Republikeins afgevaardigde Dan Burton was het niet eens met het gebruik van de middelen van het Witte Huis om post gericht aan de kat te beantwoorden, en stelde daar vragen over.
In december van 2008 werd gemeld dat de gezondheid van Socks achteruitging; hij leed klaarblijkelijk aan kanker. Op 20 februari 2009 hebben ze Socks laten inslapen, in Hollywood, Maryland op een leeftijd van 19 jaar.